# Saint-Jean-lès-Longuyon
Saint-Jean-lès-Longuyon ist eine französische Gemeinde mit 409 Einwohnern (Stand: 1. Januar 2022) im Département Meurthe-et-Moselle in der Region Grand Est (bis 2015 Lothringen). Sie gehört zum Arrondissement Val-de-Briey und ist Mitglied im Gemeindeverband Communauté de communes Terre Lorraine du Longuyonnais.

## Geografie
Saint-Jean-lès-Longuyon liegt im nördlichen Teil des Départements an der Grenze zum benachbarten Département Meuse, etwa 40 Kilometer nordwestlich von Val de Briey. Nachbargemeinden von Saint-Jean-lès-Longuyon sind Villers-le-Rond im Norden, Charency-Vezin im Norden und Nordosten, Colmey im Osten, Petit-Failly im Südosten und Süden sowie Marville (Département Meuse) im Westen.

## Bevölkerungsentwicklung
| Jahr                       | 1962 | 1968 | 1975 | 1982 | 1990 | 1999 | 2006 | 2019 |
| Einwohner                  | 282  | 216  | 324  | 367  | 325  | 363  | 400  | 416  |
| Quellen: Cassini und INSEE |      |      |      |      |      |      |      |      |

## Sehenswürdigkeiten
- Pfarrkirche La Nativité-de-la-Vierge, 1821 errichtet
- Pfarrkirche Saint-Martin in der Ortschaft Ham-les-Saint-Jean mit Langhaus aus dem 12. Jahrhundert, Chor aus dem 13. Jahrhundert

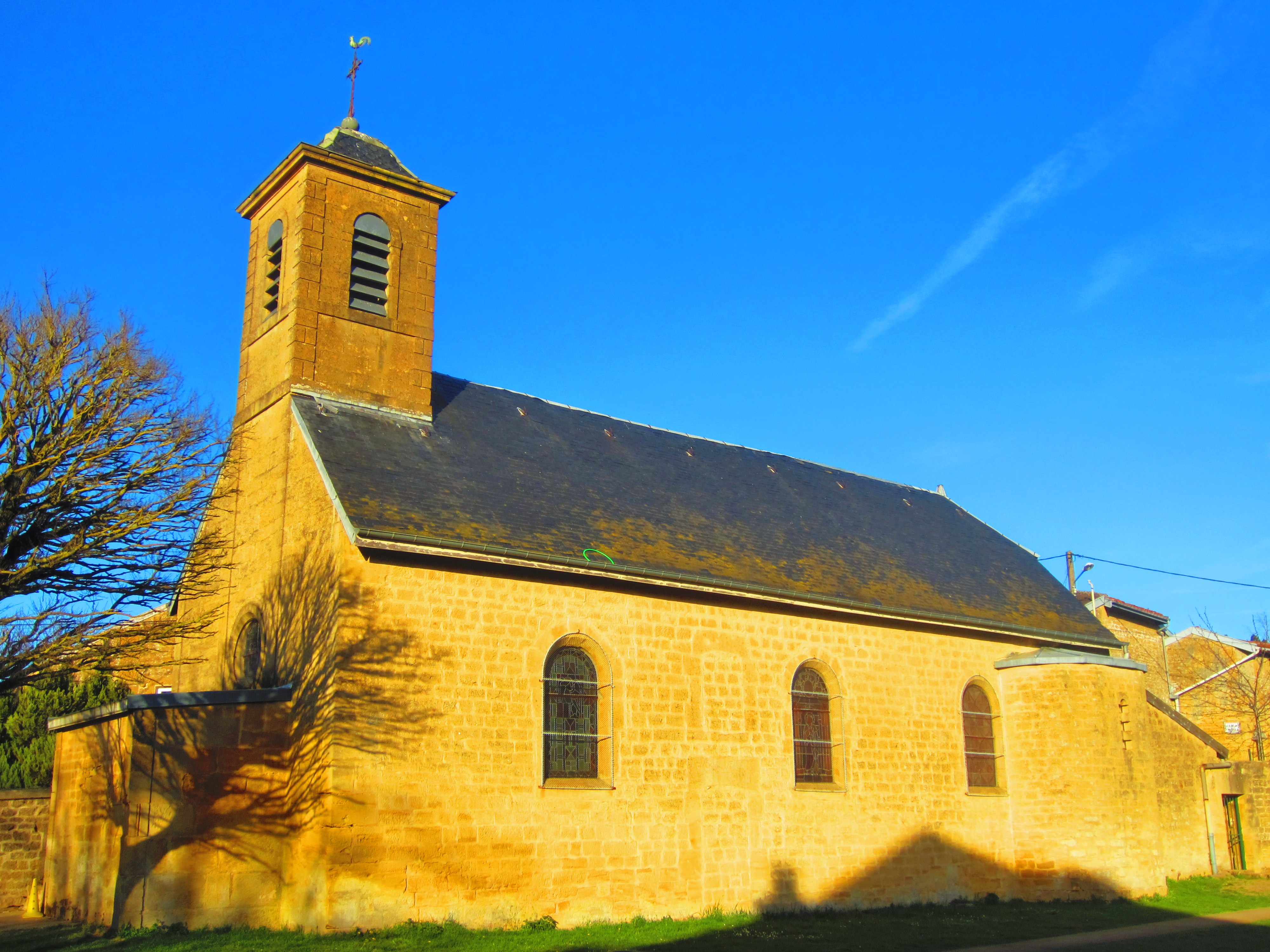
Pfarrkirche La Nativité-de-la-Vierge
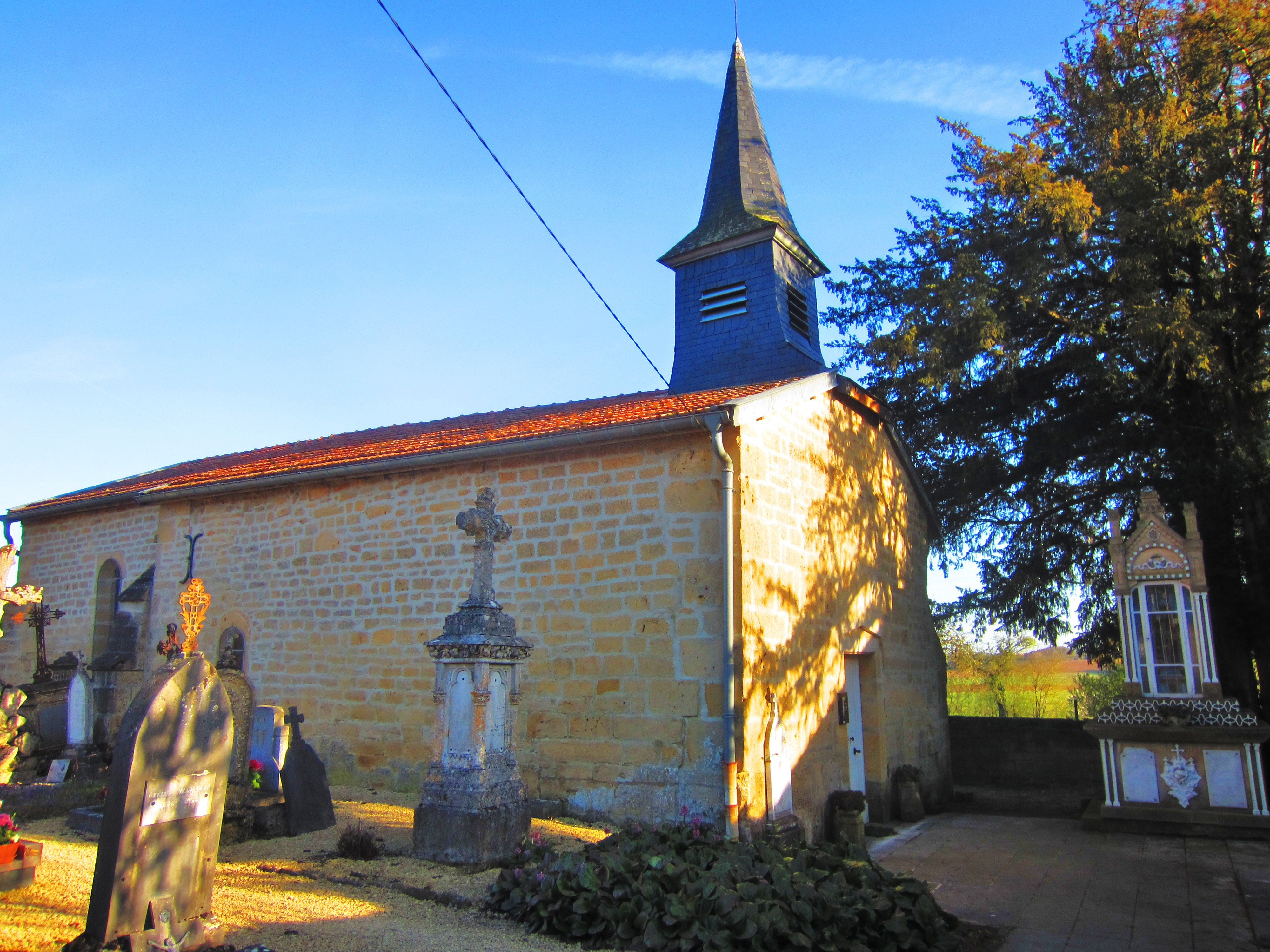
Pfarrkirche Saint-Martin